# Севастопољски институт за банкарство
Севастопољски институт за банкарство Украјинске банкарске академије Народне банке Украјине ( укр. Севастопольський інститут банківської справи Української академії банківської справи Національного банку України, скраћено СИБД УАБД НБУ ) је државна високошколска установа Народне банке Украјине петог нивоа акредитације, која се налази у Севастопољу .

## Почетак
Планови за изградњу банкарског института на југу Украјине појавили су се пре неколико година. Југ државе је искусио акутни недостатак квалификованих економиста у банкарском сектору, па је одлучено да се изгради првокласни универзитет који би могао да ријеши овај проблем. На треćој сједници Градског вијећа Севастопоља петог сазива 13. септембра 2006. године, посланици су усвојили одлуку „О давању сагласности Украјинској академији за банкарство Народне банке Украјине за израду пројекта управљања земљиштем за додјељивање земљишне парцеле на подручју Парка побједе за изградњу и одржавање образовних објеката, студентских домова и стамбених објеката”. Изградња је почела 13. јуна 2008. године, свечаним полагањем капсуле и отварањем стеле у част будућег института. Свечаности су присуствовали први замјеник предсједника Градске управе Севастопоља Владимир Казарин, предсједник Градског вијећа Валериј Саратов, предсједник Народне банке Украјине Володимир Стелмак и ректор Украјинске банкарске академије Анатолиј Епифанов .

## Отварање
У Севастопољу је 23. децембра 2009. године пуштена у рад прва фаза Севастопољског института за банкарство Украјинске банкарске академије Народне банке Украјине. Предсједник Украјине Виктор Јушченко и ректор УАБД А. А. Епифанов је у свечаној атмосфери отворио Институт.

## Опште информације
За изградњу банкарске институције на подручју Парка побједе додијељено је 5,5 хектара земљишта. Институт је пројектован за 2,5 хиљаде студената. Површина образовне зграде је преко 23,5 хиљада квадратних метара. Зграда има 2 наставна блока, који се састоје од 30 учионица, 11 учионица за семинаре, као и библиотеку са 150.000 томова.
Институт има конференцијску салу од 600 мјеста, од којих је свака опремљена специјалном опремом за симултано превођење. У оквиру прве етапе изграђен је и опремљен хостел са 9 спратова за 429 особа. Површина зграде је скоро 7 хиљада квадратних метара, опремљена лифтовима. На сваком спрату су по два блока - један за 3 дневне собе, други за 4 собе, у центру блока је кухиња-трпезарија. Студентски трг, површине 26 хиљада квадратних метара, састоји се од 6 националних дијелова баште, гдје је засађено више од 3.000 различитих стабала и жбуња. На тргу се налази љетна концертна сала са 752 места, 2 фонтане, 3 резервоара.
Пројектом је на овој територији предвиђено постављање образовне зграде, базена, фискултурне сале, тениског терена, два студентска дома за 800 људи, студентског дома за свршене студенте и стамбене зграде за наставнике. Поред тога, овдје ће се налазити и капела Свете Јелене. Процијењена цијена објекта је 481,6 милиона УАХ.
Дана 18. фебруара 2011. године свечано је отворен спортско-удобни комплекс површине 5.000 квадратних метара. Предсједавајући Севастопољске државне управе Валериј Саратов, ректор Украјинске банкарске академије Народне банке Анатолиј Епифанов и представници Народне банке Украјине дошли су да честитају студентима овај догађај. Честитке је упутио и предсједник Олимпијског комитета Украјине Сергеј Бубка . Спортски комплекс укупне површине више од 5 хиљада квадратних метара обухвата: спортску салу површине око 700 метара, са игралиштима за мали фудбал, одбојку, кошарку, тенис, бадминтон, базен мјера 25 × 8,5 м, двије теретане за 60 симулатора, сала за билијар и тенис, менза за 2 сале са по 120 мјеста, бифе, 15 тушева, 12 свлачионица и други помоћни садржаји. Поред спортског комплекса, друга фаза изградње института обухвата и студентски дом за 292 мјеста, површине 5 хиљада квадратних метара и капела Свете Јелене.
Дана 19. јуна 2013. године, одлуком НБУ, институт је пребачен на Универзитет за банкарство.

## Образовни процес
У јулу 2009. године одржан је први скуп студената института. До тада, изградња образовне зграде још није била завршена, тако да су студенти прве године студирали на главном универзитету у Суми .
Дана 31. августа 2010. године одржано је званично отварање Севастопољског института за банкарство. Прве године у њему је студирало 235 студената – студената прве године и ученика првог скупа који су се вратили из Сумија.
Севастопољски институт има два факултета и шест катедри :
- Факултет банкарских технологија
  - Катедра за финансије и кредите
  - Катедра за информационе технологије и системе
  - Катедра за економску кибернетику

- Факултет економије и банкарског права
  - Катедра за рачуноводство и ревизију
  - Катедра ѕа право
  - Катедра за међународну економију

Институт обучава специјалисте у сљедећим областима:
- „Финансије"
- „Рачуноводство и ревизија"
- „Међународна економија"
- „Економска кибернетика"
- „Право"

Севастопољски институт за банкарство има сљедеће структурне јединице, чији је рад усмјерен на развој универзитета:
- Одсјек за обуку
- Библиотека
- Катедра за информационе технологије
- Рачуноводствено-економски рад
- Административно одјељење
- Центар за физичку културу и здравље

Универзитет је активно укључен у Болоњски процес . Директор СИБД-а је Валериј Иванович Охиенко, кандидат економских наука, бивши генерални директор Фонда за гарантовање депозита Народне банке Украјине .

## Научна дјелатност
У оквиру Института редовно се одржавају форуми и конференције, попут Међународног инвестиционог форума ИСИФ, Међународна образовно-методолошка конференција „Финансијско образовање“, ВИ Међународна конференција „Безбједни системи, услуге и технологије“

## Институт данас
Дана 15. маја 2014. године институт је престао са радом  . Студенти СИБД-а, њихови родитељи и наставници института много пута су се обраћали новим властима Севастопоља са захтјевом да званично дају институт Русији. Неколико мјесеци касније, институт и даље остаје у лимбу и даља судбина комплекса СИБД УБД НБУ је непозната.
Дана 4. марта 2015. године имовински комплекс је стављен на располагање Московској банкарској школи Централне банке Руске Федерације . Влада Севастопоља је 25. јуна наредила ликвидацију Севастопољског института за банкарство. 

## Значајни гости
- Бубка Сергеј Назарович - шеф НОК Украјине
- Епифанов Анатолиј Александрович - ректор УАБС
- Лебедев Павел Валентиновичћ - украјински политичар, министар одбране Украјине
- Табачник Дмитриј Владимировичћ - украјински политичар, јавна личност, министар просвјете и науке Украјине
- Теикеира, Јосе Пинто - амбасадор ЕУ у Украјини
- Јушченко Виктор Андрејевић - предсједник Украјине (2005-2010)
- Јацуба Владимир Григоријевић - градоначелник Севастопоља
- Марин Ле Пен - кандидат за предсједника Француске, предсједник Националног фронта
- Жириновски Владимир Волфовић - политичар, лидер странке ЛДПР

## Линкови
- Званичан сајт Института (веза недоступна од 17-12-2016 [2326 дана])
- хттпс://арцхиве.ис/20121222185351/ввв.пресидент.гов.уа/ру/невс/16258.хтмл (веза недоступна од 17-12-2016 [2326 дана])